# Президентство Джона Ф. Кеннеді

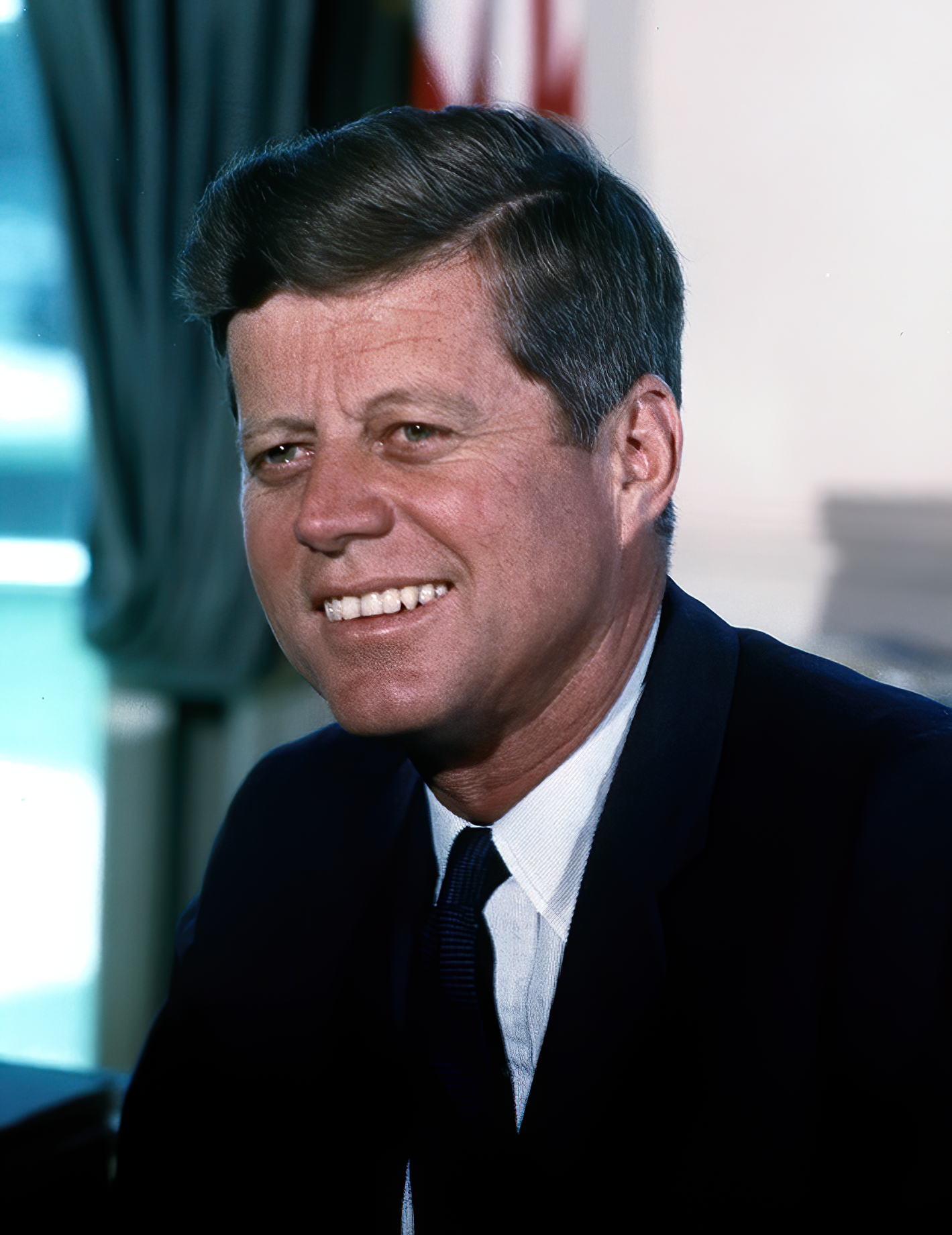
35 Президент США, Джон Фіцджеральд Кеннеді. (1961-1963)

Президентство Джона Ф. Кеннеді розпочалося 20 січня 1961 року, коли він склав присягу як 35-ий президент Сполучених Штатів, і завершилося 22 листопада 1963 року його вбивством, протривавши 1036 днів. Демократ від штату Массачусетс, він вступив на посаду після перемоги на президентських виборах 1960 над тодішнім віцепрезидентом республіканцем Річардом Ніксоном. Після вбивства Кеннеді президентську посаду обійняв віцепрезидент Ліндон Б. Джонсон.
Час перебування на посаді Кеннеді ознаменувався політикою холодної війни і напруженням у стосунках з Радянським Союзом та Кубою. У квітні 1961 року на Кубі в затоці Свиней здійснено невдалу спробу скинути уряд Фіделя Кастро. У жовтні 1962 року адміністрація Кеннеді дізналася, що на цьому острові Радянський Союз вже певний час розміщує балістичні ракети. Внаслідок цього спалахнула Карибська криза, що ледь не призвела до ядерної війни, але в підсумку радянська влада прибрала ракети. Щоб стримати поширення комунізму в Азії, Кеннеді збільшив кількість американських військових радників у Південному В'єтнамі у 18 разів; подальше втягування США у війну у В'єтнамі відбулося вже після його смерті. У Латинській Америці Кеннеді ініціював Альянс заради прогресу, метою якого був захист прав людини та сприяння економічному розвиткові.
У внутрішній політиці Кеннеді вніс сміливі пропозиції своєю програмою «Нових рубежів», але консервативна коаліція північних республіканців та південних демократів заблокувала багато його ініціатив. Серед заблокованих пропозицій: федеральне фінансування освіти, медичне обслуговування людей похилого віку та допомога економічно депресивним районам. Хоча спочатку Кеннеді не проявляв ентузіазму щодо законодавства про громадянські права, 1963 року він запропонував великий законопроєкт, який, зрештою, став фундаментальним Актом про громадянські права 1964 року. За часів президентства Кеннеді економіка неухильно зростала, інфляція була низькою, а рівень безробіття падав. Кеннеді запровадив кейнсіанську економіку і запропонував законопроєкт про зниження податків, який ухвалено як закон про доходи 1964 року. Кеннеді також створив Корпус Миру і пообіцяв висадити американця на Місяць, чим посилив космічні перегони з Радянським Союзом.
Життя Кеннеді обірвалось внаслідок замаху, скоєного в листопаді 1963 року під час відвідин Далласа (штат Техас). Комісія Воррена дійшла висновку, що Лі Гарві Освальд діяв самостійно, але вбивство породило різноманітні теорії змови. Кеннеді був першим президентом римо-католиком, а також наймолодшим кандидатом, який коли-будь переміг на президентських виборах у США. Історики та політологи схильні вважати Кеннеді президентом вище середнього рівня.

## Вибори 1960 року

Результати виборів 1960 року.

Під час Демократичної національної конвенції 1956 року сенатор Кеннеді посів друге місце в голосуванні за кандидатуру віце-президента. Після того як на президентських виборах 1956 року чинний президент-республіканець Двайт Айзенгавер переміг Едлея Стівенсона II, Кеннеді почав готувати заявку на президентські вибори 1960 року. У січні 1960 року Кеннеді офіційно оголосив, що виставить свою кандидатуру на президентських виборах. Сенатор Г'юберт Гамфрі з Міннесоти став його головним суперником на демократичних праймеріз 1960 року, але перемога Кеннеді у переважно протестантському штаті Західна Вірджинія спонукала Гамфрі вийти з перегонів. На Демократичній національній конвенції 1960 року Кеннеді переміг Стівенсона та сенатора Ліндона Б. Джонсона з Техасу, ставши кандидатом у президенти в першому турі голосування. Кеннеді обрав Джонсона своїм кандидатом на посаду віцепрезидента, незважаючи на опозицію багатьох ліберальних делегатів та власної команди Кеннеді, зокрема його брата Роберта Ф. Кеннеді. Кеннеді вважав, що присутність кандидатури Джонсона сподобається південним виборцям, і він вважав, що Джонсон може послужити цінним зв'язковим із сенатом.
Чинний віце-президент Річард Ніксон без особливого суперництва здобув право бути кандидатом від республіканців. Він легко виграв партійні праймеріз, отримавши майже одностайну підтримку делегатів на Республіканській національній конвенції 1960 року. Своїм кандидатом у віцепрезиденти Ніксон вибрав Генрі Кабота Лоджа-молодшого, представника США в ООН. Обидва кандидати в президенти багато подорожували під час агітаційної кампанії. Не бажаючи визнати будь-який штат «заздалегідь програшним», Ніксон взяв на себе стратегію "п'ятдесят штатів", тоді як Кеннеді більше зосереджувався на штатах з найбільшою кількістю голосів виборників. Ідеологічно, Кеннеді і Ніксон узгодили продовження «Нового курсу» і «політики стримування» «холодної війни». Серед основних питань кампанії були економіка, католицизм Кеннеді, Куба, а також чи радянські космічні та ракетні програми перевершили американські.
8 листопада 1960 року Кеннеді переміг Ніксона з одним із найменших розривів в історії президентських виборів у 20-му столітті. Кеннеді виграв всенародне голосування з вузьким відривом у 120 000 голосів із рекордних 68,8 мільйона голосувальників. колегія виборників проголосувала за нього з дещо більшим відривом — 303 голоси проти 219 за Ніксона. 14 не зобов'язаних виборників з двох штатів — Алабами та Міссісіпі — проголосували за сенатора Гаррі Ф. Берда з Вірджинії, як і один «невірний виборник» з Оклахоми. На паралельних виборах до Конгресу демократи зберегли велику більшість як у Палаті представників, так і в Сенаті. Кеннеді був першою людиною, що народилась у 20 столітті, обраною президентом, а враховуючи вік — 43 роки — наймолодшою особою, обраною на цю посаду. Він також був першим римо-католиком, обраним на пост президента.

## Інавгурація

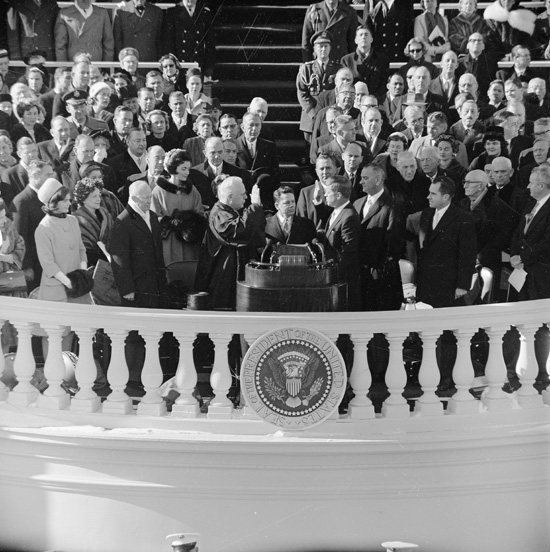
Верховний суддя Ерл Воррен приводить до президентської присяги Джона Ф. Кеннеді в Капітолії 20 січня 1961 року.

20 січня 1961 року Кеннеді склав присягу, ставши 35-м президентом країни. Верховний суддя Ерл Воррен прийняв присягу. У своєму інавгураційному зверненні Кеннеді закликав усіх американців бути активними громадянами, сказавши крилаті слова: «Не питайте, що ваша країна може зробити для вас; запитайте, що ви можете зробити для своєї країни». Він також запропонував країнам світу об'єднатися для боротьби з тим, що він назвав «спільними ворогами людства: тиранією, бідністю, хворобами та самою війною». До цих застережень він додав:
Все це неможливо вирішити за перші сто днів. Не покінчити з цим ні за перші тисячу днів, ні за часів цієї адміністрації, ні навіть, можливо, за все наше життя. Але почнімо. На завершення він поділився своїм прагнення до більшого інтернаціоналізму: "Нарешті, чи ви є громадянами Америки, чи громадянами світу, вимагайте від нас тих самих високих стандартів сили та жертовності, до яких ми закликаємо вас 
. Це звернення показувало впевненість Кеннеді в тому, що його адміністрація прокладе історично важливий курс як у внутрішній політиці, так і в зовнішніх справах. Контраст між цим оптимістичним баченням та важкістю управлінських рішень і щоденними політичними реаліями як у самих Сполучених Штатах, так і за кордоном, був однією з головних напруженостей, що виникли в перші роки його президентства(Повний текст інавгураційної промови Кеннеді).

## Адміністрація
Вісім тижнів після виборів Кеннеді потратив на те, щоб обрати кабінет, штат та найвищих посадових осіб. Він залишив Джона Едґара Гувера на посаді директора Федерального бюро розслідувань та Аллена Даллеса на посаді директора ЦРУ. Секретарем казначейства він призначив К. Дугласа Діллона, бізнес-орієнтованого республіканця, який перед тим обіймав посаду заступника держсекретаря Айзенгавера. Кеннеді врівноважив призначення відносно консервативного Діллона, віддавши ліберальним демократам дві інші важливі економічні консультативні посади; Девід Е. Белл став директором бюджетного комітету, тоді як Вальтер Геллер обійняв посаду голови Ради економічних радників. 

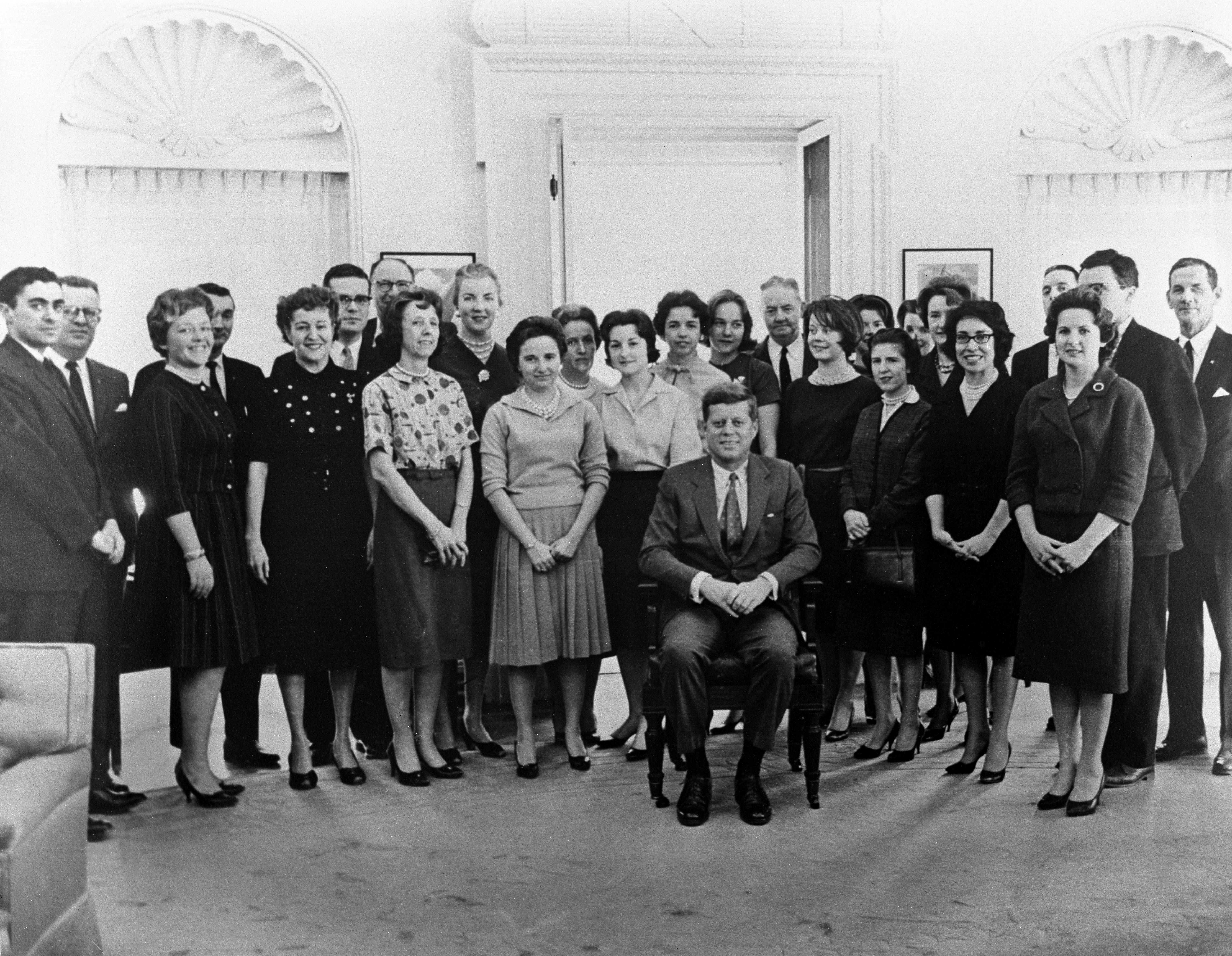
Президент Джон Ф. Кеннеді з членами своєї команди в Білому домі

Роберт Макнамара, відомий як один із компаній "Whiz Kids" компанії Ford Motor, був призначений міністром оборони. Кеннеді відкинув наполягання лібералів обрати держсекретарем Стівенсона, а натомість звернувся з проханням очолити Держдепартамент до Діна Раска, позбавленого влади колишнього чиновника Трумена. Стівенсон погодився на неполітичну посаду посла в ООН. Незважаючи на побоювання критики щодо непотизму, батько Кеннеді наполягав на тому, щоб Роберт Ф. Кеннеді став генеральним прокурором, а наймолодший — Тед Кеннеді став «помічником президента», який консультував з усіх основних питань. Макнамара та Діллон також стали важливими радниками кабінету.
Кеннеді переформатував структуру прийняття рішень, яка існувала за Айзенгавера: тепер організаційна структура нагадувала колесо, в якого всі спиці ведуть до президента. Він був готовий ухвалювати більшу кількість швидких рішень, необхідних у такому середовищі. Хоча уряд залишався важливим органом, Кеннеді, як правило, більше покладався на своїх співробітників у Виконавчому бюро Президента. На відміну від Айзенгавера, Кеннеді не мав начальника апарату, а натомість покладався на невелику кількість старших помічників, зокрема на секретаря з кадрових питань Кеннета О'Доннелла. Радник з національної безпеки МакДжордж Банді був найважливішим радником з питань зовнішньої політики, затьмарюючи держсекретаря Раска. Тед Соренсен був ключовим радником з внутрішніх питань, а також автором багатьох виступів Кеннеді. Серед інших важливих радників і службовців були Леррі О'Браєн, Артур М. Слезінджер-молодший, прес-секретар П'єр Селінджер, генерал Максвелл Д. Тейлор та Ейврел Гарріман. Кеннеді підтримував сердечні відносини з віце-президентом Джонсоном, який займався такими питаннями, як громадянські права та космічна політика, але Джонсон не став особливо впливовим віце-президентом.

## Судові призначення
Кеннеді здійснив два призначення у Верховний суд США. Після відставки Чарльза Еванса Віттакера на початку 1962 р. президент Дж. Ф. Кеннеді доручив генеральному прокурору Р. Кеннеді провести пошук потенційних наступників, і генеральний прокурор склав список, до якого увійшли заступник генерального прокурора Байрон Вайт, секретар праці Артур Ґолдберґ, федеральний суддя апеляційного суду Вільям Г. Гасті, професор юридичних наук Пол А. Фройнд, та два судді Верховного суду. Кеннеді звузив свій вибір до Ґолдберґа та Вайта, і врешті вибрав останнього, що було швидко підтверджено Сенатом. Друга вакансія з'явилась пізніше, у 1962 р. через звільнення Фелікса Франкфуртера. Кеннеді швидко призначив Ґолдберґа, який легко отримав підтвердження Сенатом. Ґолдберґ пішов у відставку з суду в 1965 році, щоб прийняти призначення послом в ООН, натомість Вайт залишався суддею до 1993 року, і його голос неодноразово був вирішальним у критичних ситуаціях, коли голоси між ліберальними та консервативними суддями розділялись порівну. Частково завдяки створенню нових федеральних судових повноважень у 1961 році Кеннеді призначив у федеральних судах 130 осіб. Серед його призначень був і Тургуд Маршалл, який згодом вступив до Верховного суду.

## Зовнішні справи

### Холодна війна
Основним питанням зовнішньої політики Кеннеді було глобальне протистояння США та Радянського Союзу, за участі їхніх союзників, відоме під назвою «холодна війна». Як і його попередники, Кеннеді прийняв політику стримування, метою якої було зупинити поширення комунізму. Президент Айзенгавер дотримувався політики "Новий погляд", в основі якої була загроза застосування ядерної зброї для стримування потенційної радянської агресії. Побоюючись можливості глобальної ядерної війни, Кеннеді запровадив нову стратегію, відому як гнучке реагування. Ця стратегія спиралася на конвенційну зброю для досягнення окремих цілей. У рамках цієї політики Кеннеді створив Сили спеціальних операцій США, — елітні військові частини, які могли по-новому воювати в різних конфліктах. Кеннеді сподівався, що гнучка стратегія реагування дозволить США протидіяти радянському впливу, не вдаючись до війни. Одночасно він наказав наростити потужний ядерний арсенал для встановлення переваги над Радянським Союзом.
Передусім Кеннеді прагнув цього військового нарощування, і його набагато менше, ніж Айзенгавера, турбував бюджетний дефіцит, викликаний військовими витратами. З 1961 по 1964 рік кількість ядерної зброї зросла на 50 відсотків, як і кількість бомбардувальників В-52 для її донесення. Кількість міжконтинентальних балістичних ракет зросла з 63 до 424. Він дав старт будівництву 23 нових підводних човнів Polaris, кожен з яких ніс 16 ядерних ракет. Тим часом він закликав міста збудувати бомбосховища на випадок ядерної війни.

### Куба та Радянський Союз

#### Вторгнення в затоку Свиней
див. також: Операція у затоці Свиней

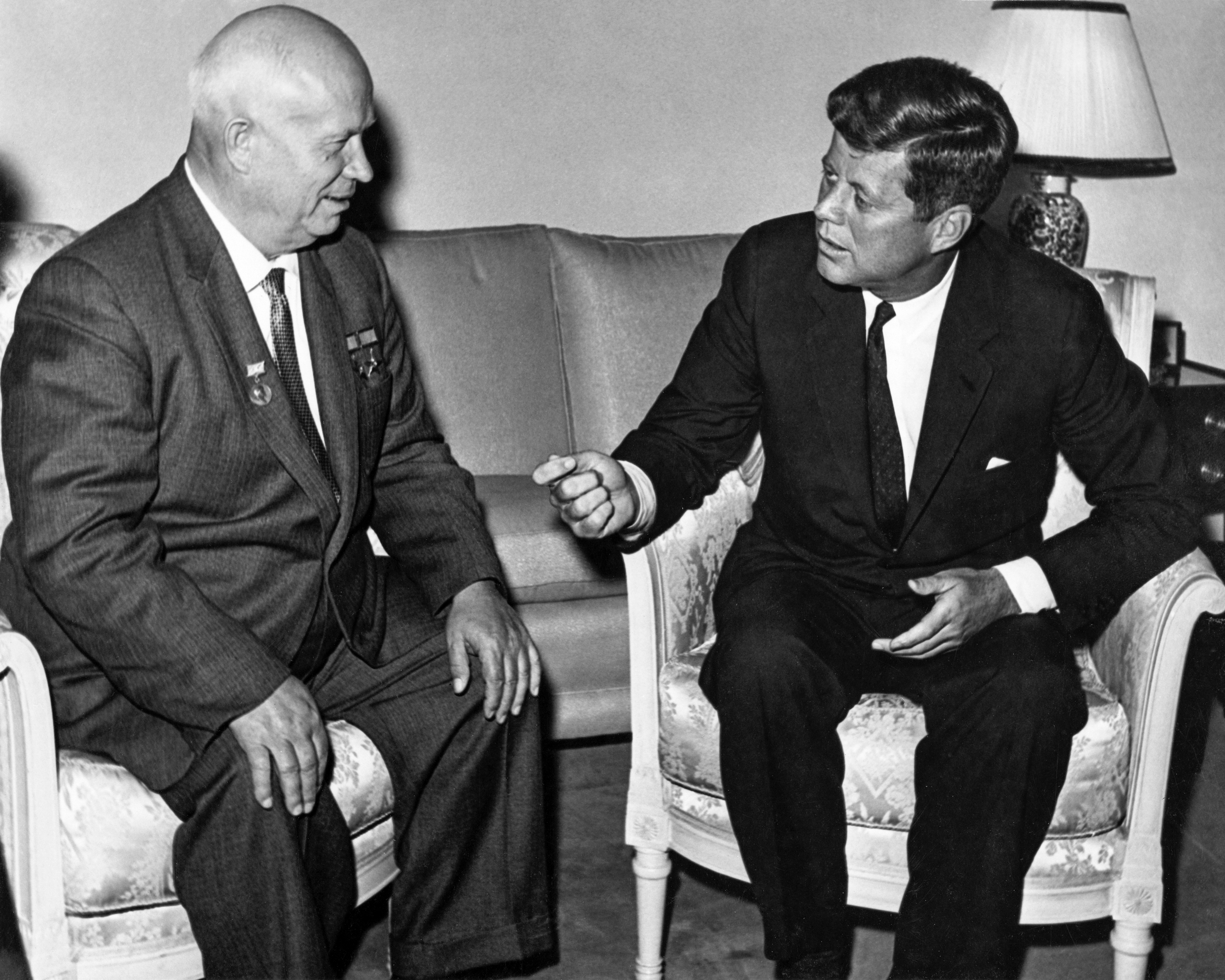
Зустріч Джона Кеннеді з Микитою Хрущовим у Відні у червні 1961 року

Фульхенсіо Батиста, кубинський диктатор, прихильний до Сполучених Штатів, змушений був полишити посаду в 1959 році під час Кубинської революції. Багато хто в Сполучених Штатах, зокрема сам Кеннеді, спочатку сподівалися, що наступник Батисти Фідель Кастро очолить демократичні реформи. Але Кастро не виправдав цих сподівань і до кінця 1960 року запровадив марксизм, конфіскувавши американське майно та заручившись підтримкою Радянського союзу. Адміністрація Айзенгавера розробила план повалення режиму Кастро через вторгнення на Кубу підготовлених у США кубинських контрреволюціонерів. Операцією мали керувати військові офіцери ЦРУ. Кеннеді виступив за тверду позицію проти Кастро, і коли його познайомили з планом, розробленим в адміністрації Айзенгавера, він з ентузіазмом прийняв його, незважаючи на ризик загострення стосунків з Радянським Союзом. Деякі радники, зокрема Слезінджер, заступник держсекретаря Честер Боулз та колишній державний секретар Дін Ечесон, виступили проти цієї операції але, попри серйозні застереження, її підтримали і Банді, і Макнамара, і Об'єднані начальники штабів.
17 квітня 1961 року Кеннеді наказав вторгнутись в затоку Свиней: 1500 підготовлених американцями кубинців під назвою Бригада 2506 висадились у затоці. Метою було розпалити всенародне повстання проти Кастро, але такого повстання не відбулося. Хоча план адміністрації Айзенгавера передбачав американські авіаудари для стримування контратаки кастрівців, аж до закріплення проамериканських повстанців на острові, Кеннеді не дав дозволу на ці авіаудари, оскільки вони б підкреслили участь американців у вторгненні. Директор ЦРУ Аллен Даллес пізніше заявив, що думав, що президент дозволить будь-які дії, необхідні для успіху, щойно війська опиняться на місцях. До 19 квітня 1961 року уряд Куби захопив у полон або вбив усіх нападників, і Кеннеді був змушений вести переговори про звільнення, 1189 тих, що залишились живими. Через двадцять місяців Куба звільнила захоплених вигнанців в обмін на викуп продуктами харчування та ліками на суму 53 мільйони доларів.
Хоча США не брали безпосередньої військової участі у вторгненні, Радянський Союз, Куба та міжнародна спільнота визнали, що вони за ним стоять. Кеннеді зосереджувався насамперед на політичних наслідках плану, а не на військових міркуваннях. Згодом він взяв на себе всю відповідальність за невдачу, сказавши: «Ми дістали відчутного копняка, і ми на це заслужили. Але, можливо, це стане для нас уроком». Рейтинги схвалення Кеннеді зросли згодом, чому частково сприяла беззастережна підтримка, яку висловили йому Ніксон та Айзенгавер. Однак за межами США ця операція підірвала репутацію Кеннеді як світового лідера і посилила напруженість між США та Радянським Союзом. Адміністрація Кеннеді заборонила весь кубинський імпорт, переконала Організацію американських держав усунути зі свого складу Кубу і доручила ЦРУ розробити план повалення Кастро через новий «кубинський проєкт». У своєму таємному огляді співробітник ЦРУ Ліман Кіркпатрік дійшов висновку, що вторгнення зазнало невдачі меншою мірою через відсутність авіапідтримки, а більше через те, що Куба мала набагато більшу оборонну силу і що операція постраждала від «поганого планування, організації, укомплектованості персоналу та управління». Кеннеді звільнив Даллеса з посади директора ЦРУ і відтоді більше покладався на близьких радників, як-от Соренсена, Банді та Роберта Кеннеді, а не на Об'єднаних начальників штабів, ЦРУ та Державний департамент.

#### Віденський саміт та Берлінська стіна
Після вторгнення в затоку Свиней Кеннеді оголосив, що зустрінеться з радянським Генеральним секретарем Микитою Хрущовим на саміті у Відні у червні 1961 року. На саміті планувалось обговорити декілька тем, але обидва лідери знали, що найбільш спірним буде питання Берліна, який з початком холодної війни був розділений на два міста. Анклав Західний Берлін лежав у Східній Німеччині, яка була союзницею Совітів, але його підтримували США та інші західні держави. Совіти хотіли возз'єднати Берлін під контролем Східної Німеччини, частково через велику кількість східних німців, які втекли до Західного Берліна. Хрущов посперечався з Айзенгавером з цього питання, але знов висунув його після інциденту з U-2 в 1960 році, з інавгурацією нового президента США Хрущов знову був настроєний висунути питання про статус Західного Берліна на перший план. Поведінка Кеннеді щодо кризи в затоці Свиней переконала його в тому, що Кеннеді поступиться під тиском. Тим часом Кеннеді хотів якнайшвидше зустрітися з Хрущовим, щоб зменшити напруженість і мінімізувати ризик ядерної війни. До початку саміту Гарріман порадив Кеннеді: "В стилі (Хрущова) буде почати нападати на вас, щоб побачити, чи зможе він отримати перевагу. Ставтеся до цього жартома, не вступайте в бійку. Будьте вищим від цього. Повеселіться".
4 червня 1961 року президент провів зустріч з Хрущовим у Відні, де він дав зрозуміти, що будь-який договір між Східним Берліном та Радянським Союзом, який би перешкоджав доступу США до Західного Берліна, буде розцінюватися як акт війни. Два лідери також обговорили ситуацію в Лаосі, кризу в Конго, молоду і амбітну ядерну програму Китаю, потенційний договір про заборону ядерних випробувань та інші питання. Незабаром після того, як Кеннеді повернувся додому, Радянський Союз оголосив про намір підписати договір зі Східним Берліном, який загрожує доступу Заходу до Західного Берліна. Кеннеді, пригнічений і розлючений, припускав, що єдиним його варіантом є підготовка країни до ядерної війни, яка, як він вважав, може розпочатися з імовірністю один до п'яти.
Такі заяви СРСР спричинили масову втечу жителів Східного Берліна до західного сектору. За кілька тижнів після Віденського саміту втекли понад 20 000 осіб. Кеннеді розпочав термінові наради щодо берлінського питання, де Дін Ачесон став основним прибічником військового нарощування разом із союзниками по НАТО. У липневому виступі 1961 року Кеннеді оголосив про своє рішення додати 3,25 мільярда доларів до оборонного бюджету разом із понад 200 000 додаткових військ, заявивши, що напад на Західний Берлін буде розцінено як напад на США. Тим часом, Радянський Союз та Східний Берлін почали перекривати подальший прохід східних берлінців у Західний Берлін та спорудили через місто огорожі з колючого дроту, які швидко модернізували до Берлінської стіни. Кеннеді неохоче згодився на будівництво стіни, хоча й направив віце-президента Джонсона до Західного Берліна, щоб підтвердити зобов'язання США обороняти анклав. У наступні місяці, на знак зростання напруженості в холодній війні, і США, і Радянський Союз анулювали мораторій на випробування ядерної зброї.

#### Кубинська ракетна криза
Після нападу на затоку Свиней кубинські та радянські лідери побоювалися, що США планують чергове вторгнення на Кубу, і Хрущов посилив економічну та військову допомогу для острова. Адміністрація Кеннеді з тривогою спостерігала за дедалі міцнішим кубинсько-радянським союзом, побоюючись, що він врешті-решт загрожуватиме США. Кеннеді не вірив, що Радянський Союз ризикне розмістити на Кубі ядерну зброю, але він направив шпигунські літаки ЦРУ U-2, щоб визначити ступінь нарощування радянської військової присутності. 14 жовтня 1962 року літаки-шпигуни сфотографували стартові майданчики балістичних ракет середньої дальності, що їх Совєти будували на Кубі. 16 жовтня Кеннеді побачив ці фотографії, і було досягнуто єдиної думки, що ракети мають наступальний характер.
Після Віденського саміту Хрущов вважав, що Кеннеді не буде ефективно реагувати на провокації. Він розглядав розміщення ракет на Кубі як дієвий спосіб зрівноважити «ракетне відставання» та забезпечити оборону Куби. До кінця 1962 року і США, і Радянський Союз володіли міжконтинентальними балістичними ракетами (МБР), здатними доносити ядерні заряди, але США володіли понад 100 МБР, а також понад 100 ракетними підводними човнами (БРПМ). Натомість, Радянський Союз не мав БРПМ і мав менш як 25 МБР. Розміщення ракет на Кубі, таким чином, загрожувало значно підвищити здатність Радянського Союзу завдати першим ядерного удару і навіть створювало певний ядерний дисбаланс. Сам Кеннеді не вірив, що розміщення ракет на Кубі кардинально змінило стратегічний баланс ядерних сил; більш значущими для нього були політичні та психологічні наслідки, якщо дозволити Радянському Союзу тримати ядерну зброю на Кубі.
Кеннеді зіткнувся з дилемою: якщо США атакують радянські ракетні стартові майданчики на Кубі, це може спричинити ядерну війну з СРСР, але якщо США нічого не зроблять, це буде проявом слабкості. На особистому рівні Кеннеді потрібно було дати Хрущову відчути свою рішучість, особливо після Віденського саміту. Для розв'язання кризи він створив спеціальний орган ключових радників, пізніше відомий як EXCOMM, який збирався таємно між 16 та 28 жовтня. Члени EXCOMM погодилися, що ракети з Куби мають зникнути, але розійшлися щодо того, яким методом цього досягти. Деякі віддавали перевагу авіаційному удару, можливо, з подальшим вторгненням на Кубу, але Роберт Кеннеді та інші стверджували, що несподіваний авіаудар буде аморальним і спровокує радянську реакцію. Іншим головним варіантом, який обговорювали, була морська блокада, призначена для запобігання подальшому постачанню зброї на Кубу. Хоча спочатку Кеннеді виступав за негайний повітряний удар, але невдовзі схилився до військово-морської блокади як негайного методу реагування, зберігаючи при цьому можливість здійснення авіаудару згодом. EXCOMM проголосувала одинадцятьма голосами проти шести за військово-морську блокаду, яку також підтримали британський посол Девід Ормсбі-Ґор та Айзенгавер, з якими комітет консультувався приватно. 22 жовтня, приватно проінформувавши кабінет та провідних членів Конгресу про ситуацію, Кеннеді оголосив на національному телебаченні, що США виявили докази розміщення радянських ракет на Кубі. Він закликав негайно вивести ракети, а також скликати Раду Безпеки ООН та Організацію американських держав (ОАД). Нарешті, він оголосив, що США розпочнуть морську блокаду Куби з метою перехоплення постачання зброї.
23 жовтня одностайним голосуванням ОАД ухвалила резолюцію, яка схвалила блокаду і закликала прибрати радянську ядерну зброю з Куби. Того ж дня Стівенсон представив справу США перед Радою Безпеки ООН, хоча право вето Радянського Союзу виключало можливість прийняття резолюції Ради Безпеки. Вранці, 24 жовтня, понад 150 американських кораблів було розміщено для здійснення блокади проти Куби. Кілька радянських кораблів підійшли до лінії блокади, але вони зупинилися або повернули, щоб уникнути зіткнення. 25 жовтня Хрущов запропонував зняти ракети, якщо США пообіцяють не нападати на Кубу. Наступного дня він надіслав друге повідомлення, в якому також вимагав зняти ракети Юпітер з Туреччини. EXCOMM зупинився на тому, що було названо "Trollope Ploy", США відповіли на перше повідомлення Хрущова і проігнорували друге. 27 жовтня Кеннеді надіслав Хрущову лист із закликом вилучити кубинські ракети в обмін на припинення блокади та американську обіцянку утриматися від вторгнення на Кубу. За вказівкою президента Роберт Кеннеді приватно повідомив радянського посла про те, що США виведуть ракети з Туреччини після закінчення кризи. Мало хто з членів EXCOMM очікував, що Хрущов погодиться на пропозицію, але 28 жовтня Хрущов публічно заявив, що виведе ракети з Куби. Переговори щодо деталей виведення тривали, але США завершили морську блокаду 20 листопада, і більшість радянських військових покинули Кубу на початку 1963 року.
США публічно пообіцяли ніколи не вторгатись на Кубу і приватно погодилися зняти свої ракети в Італії та Туреччині. Ракети тоді були застарілими і були замінені підводними човнами, оснащеними ракетами UGM-27 Polaris. Після кризи США та Радянський Союз встановили «гарячу лінію» для забезпечення чітких комунікацій між лідерами двох країн. Кубинська ракетна криза наблизила світ до ядерної війни більше, ніж будь-коли раніше або потім. Зрештою, «людяність» двох державних мужів перемогла. Криза покращила імідж американської сили волі та авторитету президента. Рейтинг схвалення Кеннеді відразу після цього збільшився з 66% до 77%. Поводження Кеннеді з кубинською ракетною кризою отримало широку оцінку багатьох науковців, хоча деякі критики звинувачували адміністрацію Кеннеді в тому, щоб вони самі спровокували кризу своїми намаганнями усунути Кастро. В той же час частина радянських владних кіл звинувачувала Хрущова через його дії та невдовзі усунула його від влади в жовтні 1964 року.

#### Договір про заборону ядерних випробувань

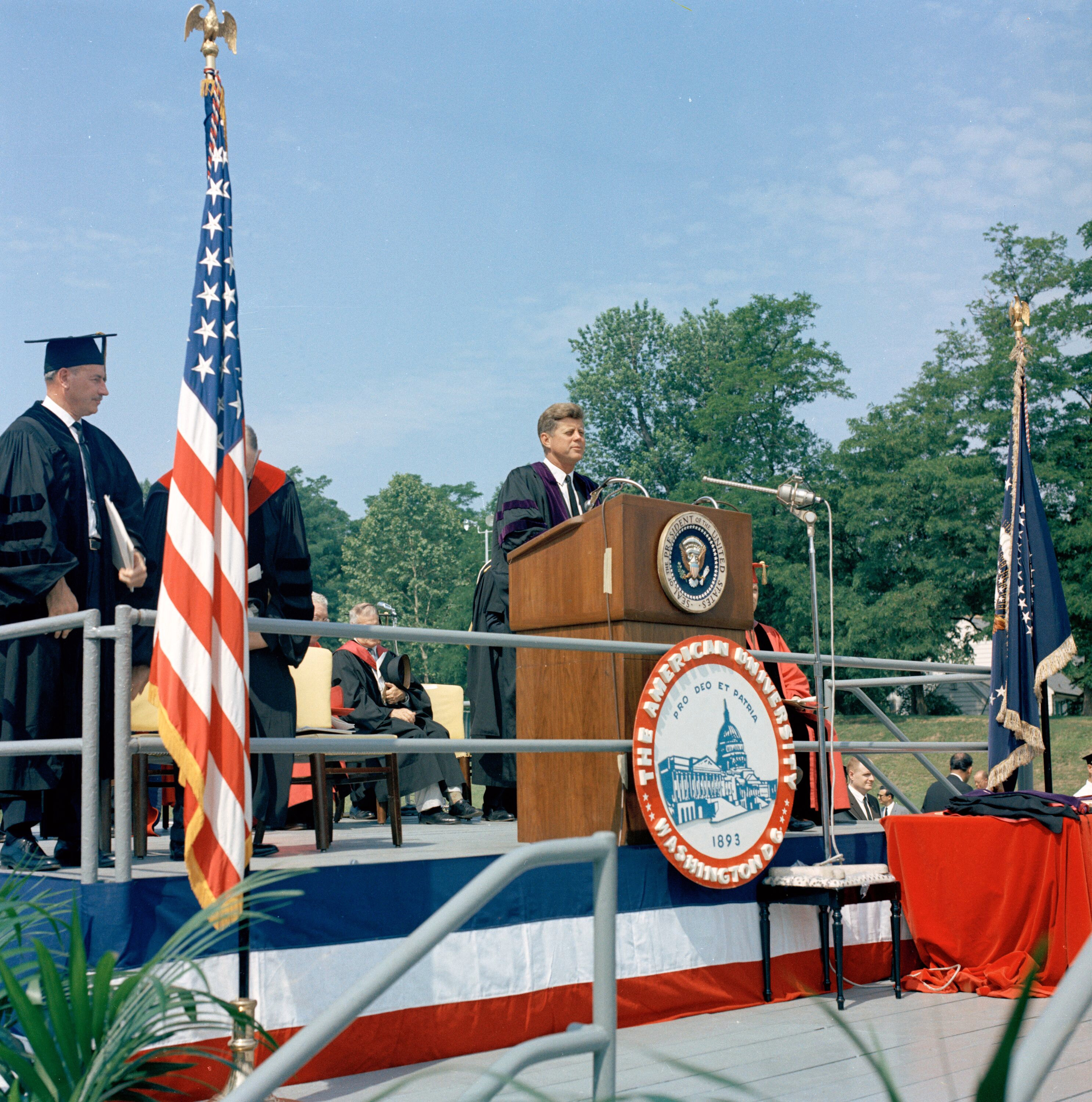
Кеннеді виголошує промову в Американському університеті 10 червня 1963 року.

Стурбовані ймовірністю тривалого радіоактивного забруднення та загрозою розповсюдження ядерної зброї, Кеннеді та Хрущов домовилися продискутувати питання заборони ядерних випробувань, яке вже раніше пропонувалось під час президентській кампанії Едлая Стівенсона 1956 року. Під час зустрічі на саміті у Відні у червні 1961 р. Хрущов та Кеннеді дійшли неофіційної згоди щодо ядерних випробувань, але подальші переговори були зірвані з відновленням ядерних випробувань. Радянсько-американські відносини покращилися після вирішення Кубинської ракетної кризи, і обидві держави відновили переговори щодо угоди про заборону випробувань.
10 червня 1963 року Кеннеді у своєму виступі перед випускниками Американського університету в Вашингтоні, округ Колумбія, згадав, що Совєти погодилися відновити переговори про заборону ядерних випробувань. Він також оголосив, щоб показати «добрі наміри і взаємну довіру», своє рішення відкласти заплановані ядерні випробування в атмосфері і пообіцяв, що США будуть утримуватися від проведення подальших випробувань доти, доки всі інші країни будуть робити те саме. Метою США, за словами Кеннеді, є «повне ядерне роззброєння», і також він присягнув, що Америка «...ніколи не розпочинатиме війну».
Наступного місяця Кеннеді відправив В. Аверелла Гаррімана до Москви для переговорів про заборону випробувань із Совєтами. Кожна сторона декларувала прихильність до цілковитої заборони випробовувань, але суперечка щодо кількості щорічних взаємних інспекцій на місцях, стала перешкодою підписанню повної заборони ядерних випробовувань. Зрештою, США, Велика Британія та Радянський Союз погодилися на обмежений договір, який забороняв атомні випробування на землі, в атмосфері та під водою, але не під землею. Договір являв собою важливий крок у деескалації напруженості в холодній війні, але обидві країни продовжували створювати відповідні запаси ядерної зброї. США та Радянський Союз також досягли угоди, згідно з якою США продавали Радянському Союзу мільйони бушелів пшениці.

### Деколонізація та країни, що розвиваються

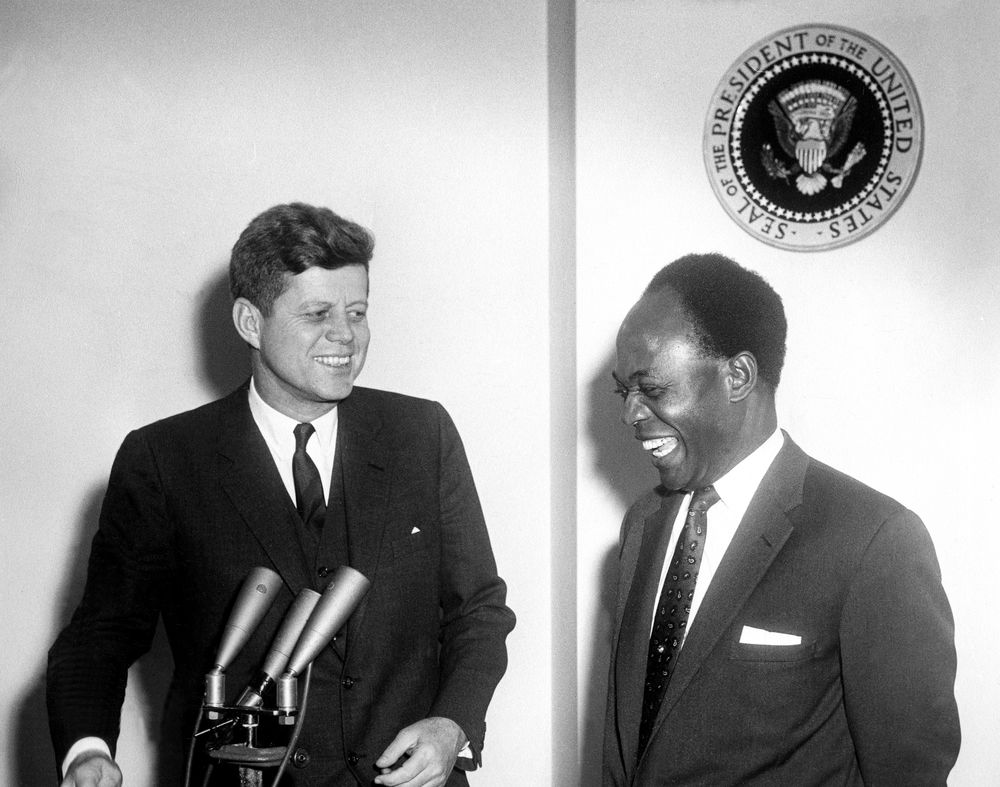
Кеннеді разом з Кваме Нкрума, першим президентом незалежної Гани, березень 1961 року

У період з 1960 до 1963 року двадцять чотири країни здобули незалежність, оскільки процес деколонізації тривав. Багато з цих країн прагнули уникнути тісного зближення чи то зі США, чи з Радянським Союзом, і в 1961 р. лідери Індії, Югославії, Індонезії, Єгипту та Гани створили Рух неприєднання. Кеннеді мав намір залучати лідерів та людей Третього світу, розширюючи економічну допомогу та призначаючи компетентних послів. Його адміністрація створила програму «Продовольство заради миру» та «Корпус миру», щоб різними способами надавати допомогу країнам, що розвиваються. Програма «Продовольство заради миру» стала центральним елементом американської зовнішньої політики і врешті-решт допомогла багатьом країнам розвинути свою економіку та стати комерційними споживачами імпорту.
Ще коли Кеннеді був головою підкомітету Африки у Комітеті з міжнародних зв'язків Сенату, він особливо зацікавився справами Африки. Під час своєї виборчої кампанії Кеннеді згадав про Африку майже 500 разів, часто нападаючи на адміністрацію Айзенгавера за те, що вона втратила позиції на цьому континенті. Кеннеді вважав кризу в Конго одним із найважливіших зовнішньополітичних викликів свого президентства, і він підтримав операцію ООН, яка запобігла відділенню від Конго держави Катанга. Кеннеді також прагнув тісніших відносин з прем'єр-міністром Індії Джавахарлалом Неру через посилення економічної ситуації та деякого віддалення від Пакистану, але не досяг великого прогресу у наближенні Індії до Сполучених Штатів. Кеннеді сподівався мінімізувати радянський вплив у Єгипті, підтримуючи добрі стосунки з президентом Ґамалем Абделем Насером, але ворожість Насера щодо Саудівської Аравії та Йорданії перекрила можливість тісніших відносин. У Південно-Східній Азії Кеннеді став посередником у суперечках щодо Західної Нової Гвінеї, переконуючи Індонезію та Нідерланди погодитися на плебісцит щодо визначення статусу Голландської Нової Гвінеї.

### Список міжнародних поїздок

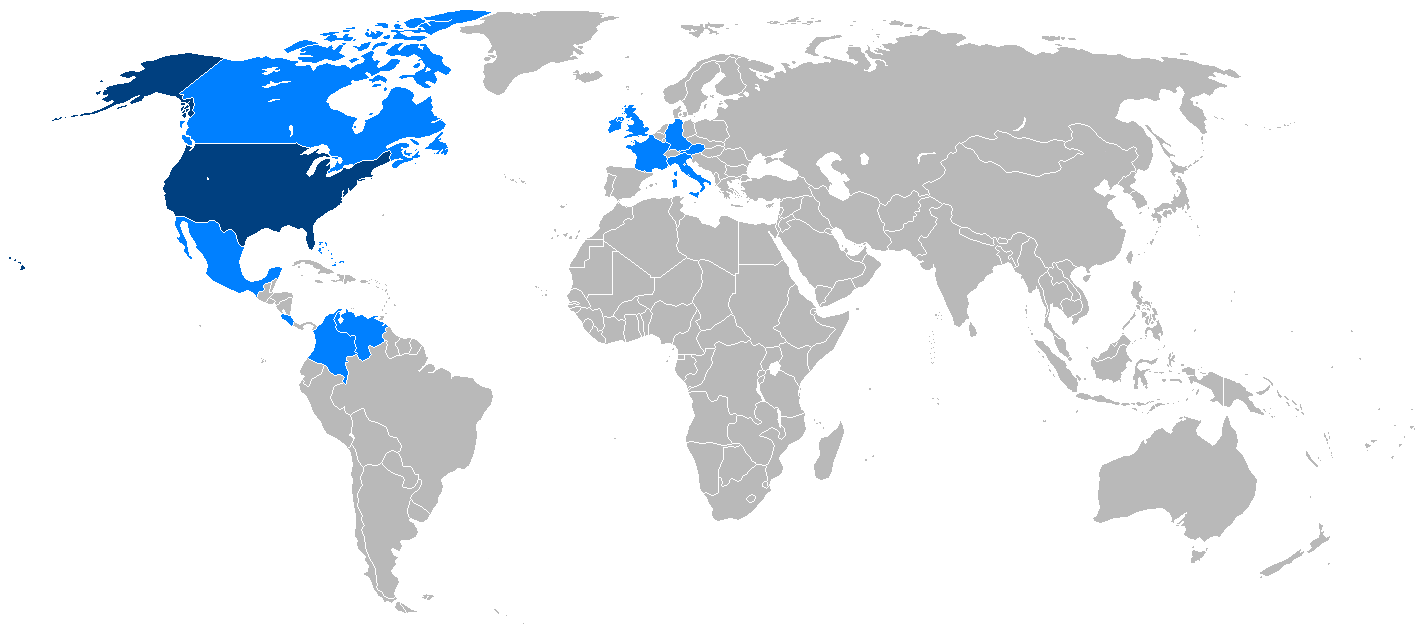
Країни, які Кеннеді відвідував під час свого президентства

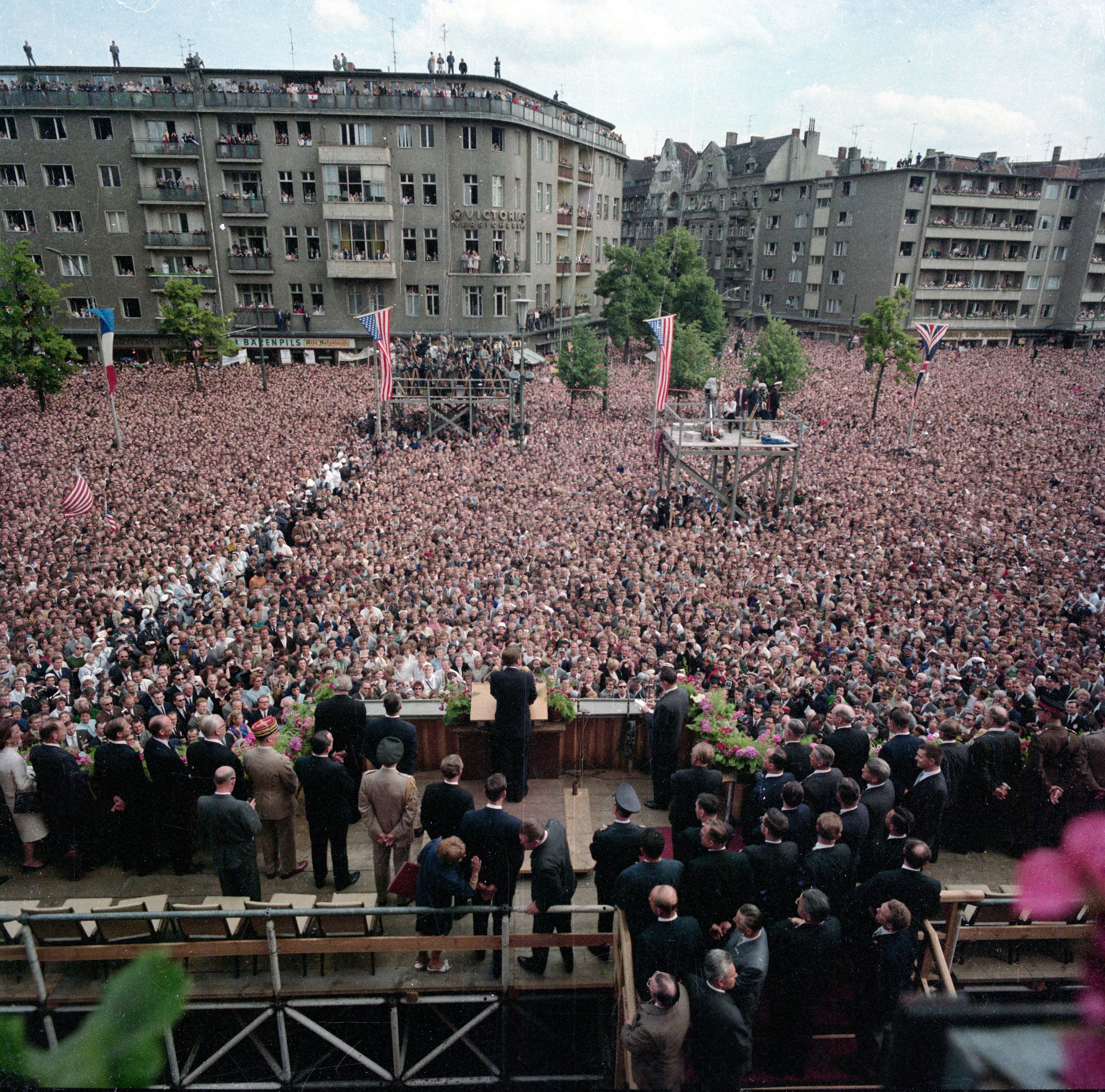
Кеннеді виступив 26 червня 1963 року з промовою Західному Берліні, відомий як промова Ich bin ein Berliner

| № | Дата                           | Країна            | Місце                                    | Деталі |
| - | ------------------------------ | ----------------- | ---------------------------------------- | --- |
| 1 | 16–18 травня 1961 року         | Канада            | Оттава                                   | Державний візит. Зустрівся з генерал-губернатором Жоржем Ваньє та прем'єр-міністром Джоном Діфенбейкером.   |
| 2 | 31 травня - 3 червня 1961 року | Франція           | Париж                                    | Державний візит. Зустрівся з президентом Шарлем де Голлем.                                                  |
| 2 | 3–4 червня 1961 року           | Австрія           | Відень                                   | Зустрівся з президентом Адольфом Шерфом. Провів переговори з радянським прем'єр-міністром Микитою Хрущовим. |
| 2 | 4–5 червня 1961 року           | Велика Британія   | Лондон                                   | Приватний візит. Зустрівся з королевою Єлизаветою II та прем'єр-міністром Гарольдом Макмілланом.            |
| 3 | 16–17 грудня 1961 року         | Венесуела         | Каракас                                  | Зустрівся з президентом Ромуло Бетанкуром.                                                                  |
| 3 | 17 грудня 1961 року            | Колумбія          | Богота                                   | Зустрівся з президентом Альберто Льеєасом Камарґо.                                                          |
| 4 | 21–22 грудня 1961 року         | Бермуди           | Гамільтон                                | Зустрівся з прем'єр-міністром Гарольдом Макмілланом.                                                        |
| 5 | 29 червня - 1 липня 1962 року  | Мексика           | Мехіко                                   | Державний візит. Зустрівся з президентом Адольфо Лопесом Матеосом.                                          |
| 6 | 18–21 грудня 1962 року         | Багамські Острови | Нассау                                   | Розмовляв з прем'єр-міністром Гарольдом Макмілланом. Укладено Нассауську угоду щодо систем ядерної оборони. |
| 7 | 18–20 березня 1963 року        | Коста-Ріка        | Сан-Хосе                                 | Відвідав конференцію президентів республік Центральної Америки.                                             |
| 8 | 23–25 червня 1963 року         | Західна Німеччина | Бонн, Кельн, Франкфурт, Вісбаден         | Зустрівся з канцлером Конрадом Аденауером та іншими посадовими особами.                                     |
| 8 | 26 червня 1963 року            | Західна Німеччина | Західний Берлін                          | Виступив з кількома публічними зверненнями, серед яких виступ " Ich bin ein Berliner".                      |
| 8 | 26–29 червня 1963 року         | Ірландія          | Дублін, Вексфорд, Корк, Голвей, Лімерік. | Звернувся до Oireachtas (парламент). Відвідав свою прабатьківщину.                                          |
| 8 | 29–30 червня 1963 року         | Велика Британія   | Бірч-Ґров                                | Неформальний візит до прем'єр-міністра Гарольда Макміллана в його будинку.                                  |
| 8 | 1–2 липня 1963 року            | Італія            | Рим, Неаполь                             | Зустрічався з президентом Антоніо Сеньї, італійськими урядовцями та представниками НАТО.                    |
| 8 | 2 липня 1963 року              | Ватикан           | Апостольський палац                      | Аудиторія у новообраного папи Павла VI.                                                                     |

## Внутрішні справи

### Новий рубіж
Кеннеді назвав свою вітчизняну програму «Новим рубежем»; вона включала такі ініціативи, як медична допомога людям похилого віку, федеральна допомога освіті та створення департаменту житлового господарства та містобудування. На його програму «Новий рубіж» сильно вплинули звернення Франкліна Д. Рузвельта Другий законопроєкт про права 1944 року, а також «Чесна угода» Гаррі Трумена. Кеннеді також закликав до значного зниження податків як економічного стимулюючого заходу. Однак багато його програм були заблоковані консервативною коаліцією республіканців та південних демократів. Консервативна коаліція, яка контролювала ключові Комітети конгресу і складала більшість обох палат Конгресу під час президентства Кеннеді, перешкоджала проведенню прогресивних реформ з кінця 1930-х років. Невеликий запас перемоги Кеннеді на виборах 1960 р., відсутність глибоких зв'язків із впливовими членами Конгресу, а також зосередженість адміністрації на зовнішній політиці також перешкоджала проходженню політики Нового рубежу. Проходження Нового рубежу було ще складніше після смерті спікера палати Сема Рейберна, новому спікеру Джон Вільяму Маккормаку та лідеру більшості сенату Майклу Менсфілду не вистачало впливу їхніх попередників; вони боролися за ефективне керівництво над головами комітетів.
У 1961 р. Кеннеді наголосив на прийнятті п'ятьох законопроєктів: федеральна допомога на освіту, медичне страхування людей похилого віку, житлове законодавство, федеральна допомога бідним районам та підвищення федеральної мінімальної заробітної плати. Законопроєкт Кеннеді про підвищення федеральної мінімальної заробітної плати до 1,25 долара на годину був прийнятий на початку 1961 р., але поправка, внесена конгресменом з Джорджії завзятим сегрегаціоністом Карлом Вінсоном, виключила сотні тисяч праль (робота зарезервована для афро-американських жінок в той час) із закону. Кеннеді також виграв ухвалення Закону про перепланування території та Закону про житло 1961 року. Закон про перепланування району забезпечував федеральне фінансування економічно складних регіонів країни, тоді як Закон про житло 1961 року передбачав кошти на оновлення міст та житлового будівництва та санкціонував федеральні іпотечні кредити, тим, хто не мав права на державне житло. Кеннеді запропонував законопроєкт, що передбачав 2,3 мільярди доларів федеральної освітньої допомоги штатам, при цьому більше грошей мало надійти штатам з меншим доходом на душу населення. Незважаючи на те, що Сенат прийняв законопроєкт про освіту, його заблокувала в Палаті представників коаліція республіканців, південних демократів та католиків. Законопроєкт про медичне страхування Кеннеді, який заплатив би витрати на госпіталізацію та догляд за літніми людьми, не змогла прийняти жодна палата Конгресу через опозицію республіканців, південних демократів та Американської медичної асоціації. Законопроєкт, який створив би Департамент міських справ та житлового господарства, також зазнав поразки.
У 1962 та 1963 роках Кеннеді отримав схвалення Закону про розвиток та підготовку кадрів, призначеного для перепідготовки кадрів, а також законопроєктів, що посилюють регулювання виробників ліків та дозволені гранти та позики на будівництво закладів вищої освіти. Інша ініціатива Кеннеді, Закон про розширення торгівлі 1962 року, дала президенту повноваження знижувати тарифи та вживати заходів проти держав, що застосовують дискримінаційні тарифи. Після прийняття цього акта США та інші країни домовилися про значні зниження тарифів у рамках Раунду Кеннеді. Конгрес також прийняв Закон про громадське психічне здоров'я, забезпечуючи фінансування місцевих громадських центрів психічного здоров'я. Ці центри надавали амбулаторні послуги, такі як консультування сімей та допомогу тим, хто страждає на алкоголізм. 1963 року Кеннеді почав більше зосереджуватися на проблемі бідності, і деякі ідеї, розроблені під час його президентства, пізніше мали вплив на війну президента Джонсона проти бідності.

### Економіка
Економіка, яка пережила два спади за три роки, і була на спаді, коли Кеннеді вступив на посаду, помітно підвищила показники під час його президентства. Незважаючи на низькі темпи інфляції та процентні ставки, ВВП виріс в середньому лише на 2,2% річних під час президентства Айзенгавера (ледь більше, ніж зростання населення на той час), і знизився на 1% протягом останніх дванадцяти місяців перебування на посаді Айзенгавера. ВВП збільшився в середньому на 5,5% з початку 1961 р. до кінця 1963 р. інфляція залишалася стійкою на рівні приблизно 1%, а безробіття знизилося з майже 7 відсотків у січні 1961 р. До 5,5 відсотка у грудні 1963 р. Промислове виробництво виросло на 15%, а продаж автомобілів - на 40%. Цей стійкий темп зростання ВВП та промисловості тривав приблизно до 1969 року. Кеннеді був першим президентом, який повністю підтримав кейнсіанську економіку, що підкреслювало важливість економічного зростання на відміну від інфляції чи дефіциту. Він закінчив період жорсткої фіскальної політики, послаблюючи грошово-кредитну політику, щоб стримувати процентні ставки та заохочувати зростання економіки. 1962 року під його головуванням був затверджений перший урядовий бюджет, який передбачав витрати 100 мільярдів доларів, а його перший бюджет в 1961 році призвів до першого невоєнного і нерецесійного бюджетного дефіциту в країні.
1962 року, коли економіка продовжувала зростати, Кеннеді переймався питанням інфляції. Він попросив компанії та профспілки працювати разом, щоб утримати ціни низькими та досяг первинного успіху. Він реалізував вказівки, розроблені Радою економічних радників, які були розроблені для того, щоб уникнути спіралі цін та заробітної плати в ключових галузях промисловості, таких як сталь та автомобілі. Кеннеді був гордий, що його Департамент праці допомагає підтримувати стабільну зарплату в металургійній галузі, але в квітні 1962 року обурився Роджером Блоу, який тихо повідомив Кеннеді, що його компанія US Steel підвищить ціни. У відповідь генеральний прокурор Роберт Кеннеді розпочав розслідування щодо цінової змови проти US Steel, а президент Кеннеді переконав інші металургійні компанії скасувати підвищення своїх цін, поки нарешті навіть US Steel, залишившись самі та під загрозою затоварення, не погодилися скасувати власне підвищення цін. Окрім конфлікту із US Steel, Кеннеді загалом підтримував добрі стосунки з корпораційними лідерами порівняно з попередниками демократичної партії Труменом та Рузвельтом, і його адміністрація не притискала жорсткого дотримання антимонопольного закону. Його адміністрація також впровадила нову податкову політику, покликану заохочувати інвестиції в бізнес.
Волтер Геллер, який обіймав посаду голови ради економічних- консультантів (СЕА), виступав за зниження податків у кейнсіанському стилі, що сприяло стимулюванню економічного зростання, і Кеннеді прийняв цю політику. Ідея полягала в тому, що зниження податків стимулюватиме споживчий попит, що, в свою чергу, призведе до більш високого економічного зростання, зниження рівня безробіття та збільшення федеральних доходів. На розчарування таких лібералів, як Джон Кеннет Гелбрайт, курс Кеннеді на зменшення податків одночасно зменшив прихильність його адміністрації щодо запропонованої програми медичного страхування за віком та інших внутрішніх витрат. У січні 1963 року Кеннеді представив Конгресу зниження податків, що дозволило б знизити верхню граничну ставку податку з 91 відсотків до 65 відсотків та зниження ставки податку з 52 відсотків до 47 відсотків. Прогнози за кейнсіанською моделлю вказували, що зменшення податків на прибуток зменшиться приблизно на 10 млрд дол. План також включав реформи, спрямовані на зменшення впливу деталізованих відрахувань, а також положення щодо допомоги людям похилого віку та інвалідам. Республіканці та багато південних демократів виступили проти законопроєкту, закликаючи до одночасного скорочення видатків, але дебати тривали протягом 1963 року. У лютому 1964 року, три місяці в адміністрації Джонсона, Конгрес схвалив закон про доходи 1964 року, який знизив верхню індивідуальну ставку до 70 відсотків, а найвищу корпоративну ставку - до 48 відсотків.

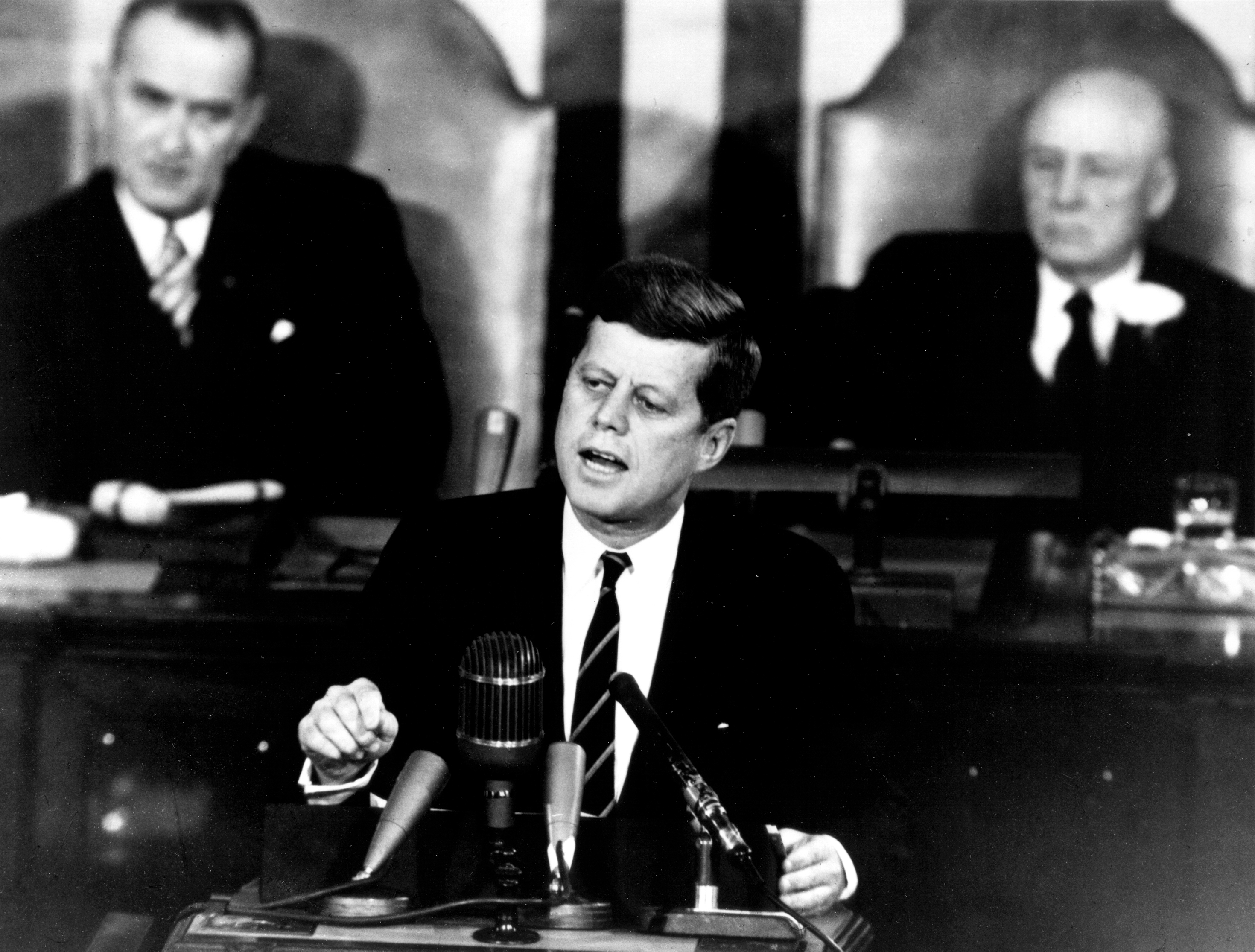
Кеннеді представляє Конгресові в травні 1961 року програму висадити людей на Місяць. За ним сидять Джонсон та Сем Рейберн.

| Рік  | Дохід | Витрати | Надлишок / дефіцит | ВВП   | Борг як% від ВВП |
| ---- | ----- | ------- | ------------------ | ----- | ---------------- |
| 1961 | 94.4  | 97.8    | -3.3               | 547.6 | 43.5             |
| 1962 | 99.7  | 106.8   | -7.1               | 586.9 | 42.3             |
| 1963 | 106.6 | 111.3   | -4.8               | 619.3 | 41.0             |
| 1964 | 112.6 | 118.5   | -5.9               | 662.9 | 38.7             |

### Космічна політика
Після радянського запуску Супутника—1, першого штучного супутника Землі, НАСА запропонувала пілотовану місячну посадку на початку 1970-х. Фінансування пілотованої програми, відомої як програма "Аполлон", було далеко не певним, оскільки Айзенгавер дотримувався неоднозначного ставлення до пілотованого космічного польоту. На початку свого президентства Кеннеді мав намір зняти пілотовану космічну програму, але він відклав будь-яке рішення з поваги до Джонсона, який був щирим прихильником космічної програми в Сенаті. Поряд з Джеромом Віснером, Джонсону було відведено головну роль у нагляді за космічною політикою адміністрації, і за рекомендацією Джонсона Кеннеді призначив Джеймса Е. Вебба очолити NASA. У квітні 1961 р. радянський космонавт Юрій Гагарін став першою людиною, яка злітала в космос, посилюючи американські побоювання щодо того, що вони залишаться позаду в технологічній конкуренції з Радянським Союзом. Менш ніж через місяць Алан Шепард став першим американцем, який полетів у космос, зміцнивши довіру Кеннеді до НАСА.

Після польоту Гагаріна, а також невдачі у затоці Свиней, Кеннеді відчув психологічний тиск, щоб виправити довіру до американського престижу, який похитнувся. Він попросив Джонсона вивчити можливість перегнати Совєтів у висадці на Місяць. Хоча він був стурбований витратами програми, Кеннеді погодився на рекомендацію Джонсона про те, що США зобов'язуються здійснити пілотовану посадку на місяць за основну мету космічної програми США. У своєму виступі 25 травня Кеннеді заявив, 
...Я вважаю, що ця нація повинна взяти на себе зобов'язання досягти мети, перш ніж закінчиться це десятиліття, і висадити людину на Місяць та безпечно повернути її на Землю. Жоден космічний проєкт у цей період не буде більш вражаючим для людства або важливішим для дальнього дослідження космосу; жоден проєкт не перевершить його за складністю чи вартістю.(Повний текст)
Незважаючи на те, що опитування Ґеллапа показало, що багато людей скептично ставляться до необхідності Програми «Аполлон», члени Конгресу в 1961 році активно її підтримували, і вони схвалили значне збільшення фінансування НАСА. 1962 року Джон Ґленн став першим американцем на орбіті Землі, а наступного року програма Марінер відправила безпілотний політ повз Венеру. Хоча деякі члени Конгресу висловились за перенесення бюджету НАСА на інші програми, Кеннеді та Джонсон залишилися віддані висадці на Місяць. 20 липня 1969 року на Місяць приземлилися два американські космонавти.

### Інші питання

#### Статус жінки
Під час президентської кампанії 1960 р. Кеннеді схвалив концепцію рівної оплати за рівну працю, а також прийняття поправки щодо рівних прав. Його ключовим призначенцем у питаннях жінок була Естер Петерсон, директор жіночого бюро США, яка зосередила увагу на покращенні економічного стану жінок. У грудні 1961 р. Кеннеді підписав виконавчий наказ про створення Комісії президента з питань статусу жінки, щоб консультувати його з питань, що стосуються статусу жінки. Колишня перша леді Елеонора Рузвельт очолювала комісію аж до своєї смерті в 1962 р. Остаточний звіт комісії під назвою «Американські жінки» був опублікований у жовтні 1963 р. У доповіді задокументовано правову та культурну дискримінацію жінок, що побутувала в Америці, та було внесено декілька політичних рекомендацій для досягнення змін. Створення цієї комісії, а також її широка підтримка громадськістю спонукали Конгрес розпочати розгляд різних законопроєктів, пов'язаних зі статусом жінки. Серед них був Закон про рівну оплату праці 1963 року, поправка до Закону про справедливі норми праці, спрямована на скасування нерівності в оплаті праці за ознакою статі. Кеннеді підписав закон 10 червня 1963 року. Кеннеді також підписав виконавчий наказ про заборону статевої дискримінації серед федеральних працівників.

#### Організована злочинність
Питання організованої злочинності привернуло національну увагу протягом 1950-х років, зокрема, завдяки розслідуванням Комітету Макклеллана. Роберт Кеннеді, і Джон Ф. Кеннеді відігравали певну роль у цьому комітеті, і в 1960 р. Роберт Кеннеді опублікував книгу «Ворог всередині», в якій було зосереджено вплив на організовану злочинність серед бізнесу та організованої праці. Під керівництвом генерального прокурора адміністрація Кеннеді привернула увагу Департаменту юстиції, ФБР та Служби внутрішніх доходів до організованої злочинності. Кеннеді також отримав схвалення конгресу на п'ять законопроєктів, спрямованих на боротьбу з рекетом, контроль за азартними іграми та носіння вогнепальної зброї. Федеральний уряд добрався до відомих лідерів мафії, таких як Карлос Марчелло та Джої Еюппа; Марчелло був депортований до Гватемали, а Аюппа був засуджений за порушення Закону про Договір щодо мігруючих птахів 1918 року. Головною ціллю генпрокурора був, безперечно, Джиммі Гоффа, голова профспілки перевізників. У кінцевому підсумку група службовців Міністерства юстиції "Взяти загін Гоффи" забезпечила засудження понад 100 керівників відділень профспілки, включаючи самого Гоффу, засудженого за підкуп присяжних та шахрайство з пенсійними фондами.

#### Федеральна та військова смертна кара
Будучи президентом, Кеннеді здійснював нагляд за останньою федеральною стратою у справі «Фурман проти Джорджії» 1972 року, після якої було накладено мораторій на федеральні страти.. Віктор Фегер був засуджений до смертної кари федеральним судом в штаті Айова і був страчений 15 березня 1963 року. Кеннеді змінив смертний вирок, накладений військовим судом на моряка Джиммі Гендерсона 12 лютого 1962 року, змінивши покарання на пожиттєве ув'язнення. 22 березня 1962 р. Кеннеді підписав закон HR5143 (PL87-423), який скасував обов'язкову смертну кару за вбивство першого ступеня в окрузі Колумбія, єдиній з інших юрисдикцій США з таким покаранням.

#### Відносини з корінними американцями
Будівництво греблі Кінзуа затопило 10 000 десятин (4 047 га) землі народу Сенека, яку вони займали згідно з Договором 1794 року, і змусило 600 корінних американців переселитися в Саламанку, Нью-Йорк. Американський союз громадянських свобод Кеннеді попросив втрутитися і зупинити проєкт, але він відмовився, посилаючись на критичну потребу в боротьбі з повінню. Він висловив стурбованість становищем Сенека та скерував урядові установи на допомогу в отриманні більшої кількості земель, покриття збитків та допомоги на переселення..

#### Сільське господарство
Кеннеді проявляв мало зацікавлення сільськогосподарськими питаннями, але він прагнув виправити питання надвиробництва, збільшити дохід фермерів та зменшити федеральні витрати на сільське господарство. Під керівництвом секретаря сільського господарства Орвіля Фрімана адміністрація прагнула обмежити виробництво фермерів, але ці пропозиції, як правило, зазнавали поразки в Конгресі. Щоб збільшити попит на вітчизняну сільськогосподарську продукцію та допомогти збіднілим, Кеннеді запустив пілотну програму продовольчих марок та розширив федеральну шкільну програму шкільних обідів.

## Вбивство
Президент Кеннеді був вбитий в Далласі, штат Техас, о 12:30 за центральним часом 22 листопада 1963 р. під час політичної поїздки до Техасу, щоб згладити тертя в Демократичній партії між лібералами Ральфом Ярборо і Доном Ярборо та консерватором Джоном Конналлі Їдучи президентським кортежем через центр Далласа з Джекі Кеннеді та Конналлі з дружиною, Кеннеді отримав вогнепальне поранення в голову та шию. Його доставили до лікарні Паркленд для невідкладної медичної допомоги, але після того оголосили мертвим о 13:00. 

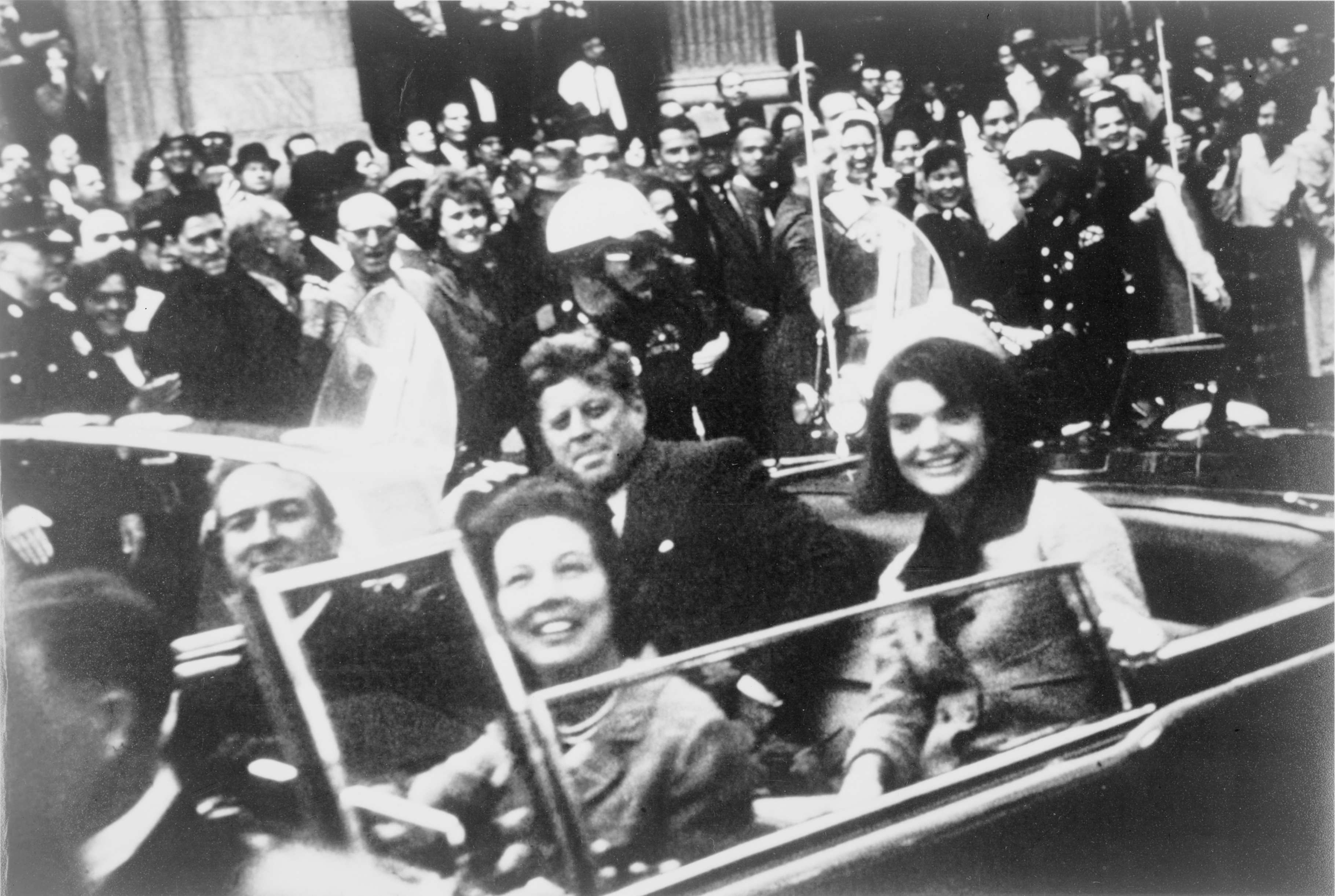
Подружжя Кеннеді та Конналлі у президентському лімузині за мить до вбивства в Далласі

Через годину після вбивства Лі Гарві Освальд, секретар замовлень у Техаському шкільному сховищі книг, був заарештований за вбивство поліцейського Дж. Д. Тіппіта, а згодом був звинувачений у вбивстві Кеннеді. Освальд заперечував звинувачення, але його вбив власник стриптиз-клубу Джек Рубі 24 листопада. Рубі стверджував, що убив Освальда під враженням через смерть Кеннеді, але вбивство Кеннеді та смерть Освальда породили величезні спекуляції, що Кеннеді став жертвою змови. Посаду президента обійняв віце-президент Ліндон Джонсон, який 27 листопада заявив, що «жодний меморіал чи промова чи похвала не зможуть красномовніше вшанувати пам'ять президента Кеннеді, ніж якнайшвидше прийняття законопроєкту про громадянські права, за який він так довго боровся».
Президент Джонсон створив комісію Воррена — під головуванням головного судді Ерла Воррена — для розслідування вбивства. Комісія Воррена прийшла до висновку, що Освальд діяв сам, вбивши Кеннеді, і що Освальд не був частиною жодної змови. Результати цього дослідження багато хто заперечує. Різні теорії покладають провину вбивства на Кубу, Радянський Союз, мафію, ЦРУ, ФБР, вищих військових лідерів чи на Ліндона Джонсона. Опитування Fox News 2004 року показало, що 66% американців вважали, що була змова щодо вбивство президента Кеннеді, тоді як 74% вважали, що змова була пізніше прихована. Опитування Gallup у середині листопада 2013 р. показали, що 61% вірили в змову, і лише 30% вважали, що Освальд був самотнім вбивцею. 1979 року Комітет з вбивств Палати Сполучених Штатів Америки дійшов висновку, що саме Освальд стріляв у Кеннеді, і що ані жодна стороння держава, ні жодна урядова установа США не стоїть за замахом. Однак комітет також встановив, що існує «велика ймовірність», що якийсь другий стрілець, ймовірно, пов'язаний з мафією, також стріляв у Кеннеді.
Вбивство мало величезний вплив на американську громадськість і сприяло зростанню недовіри до державних установ. Giglio пише, що вбивство Кеннеді «викликало незмірне горе», додаючи, «що для багатьох американців зі смертю Джона Кеннеді закінчилася епоха досконалості, невинності, надії та оптимізму». 2002 року історик Карл М. Брауер зробив висновок, що «переживання громадськості через це вбивство може свідчити про психологічне заперечення смерті Кеннеді, масове бажання... скасувати це».

## Історична репутація

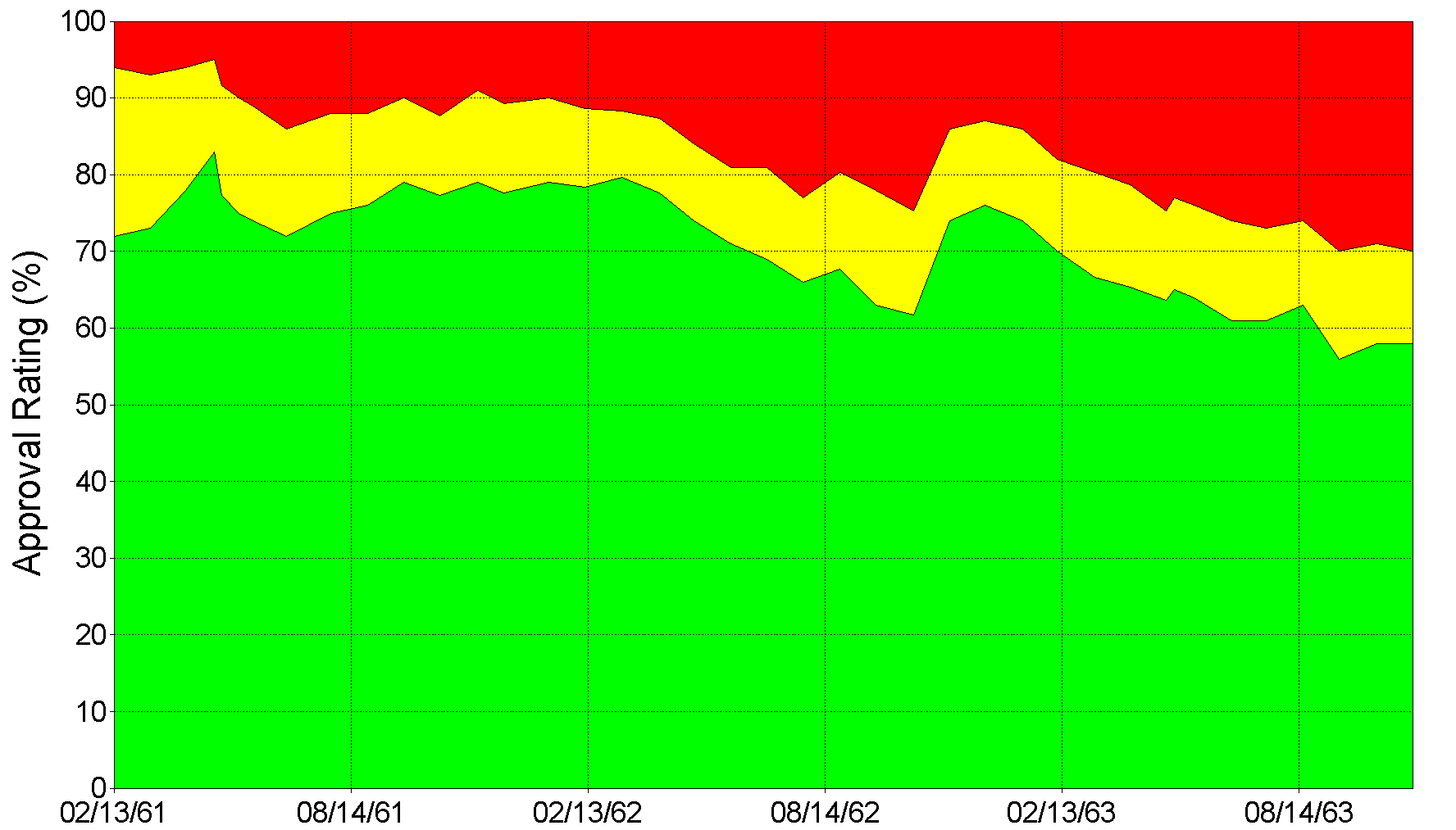
Графік підтримки Кеннеді серед населення, за опитуванням Ґеллапа

Вбитий у розквіті життя, Кеннеді залишається потужним і популярним символом як натхнення, так і трагедії. Термін "Камелот" часто використовується для опису його президентства, відображаючи як міфічну велич, пов'язану з Кеннеді в його смерті, так і потужну ностальгію, яку багато хто відчуває за тією епохою американської історії. Його ідолізують, як Авраама Лінкольна та Франкліна Д. Рузвельта. Опитування Gallup постійно показують, що його рейтинг громадського схвалення становить близько 80 відсотків. Спадщина Кеннеді сильно вплинула на цілі покоління неоліберальних демократичних лідерів, включаючи Білла Клінтона, Альберта Ґора, Майкла Дукакіса та Ґері Гарта. 

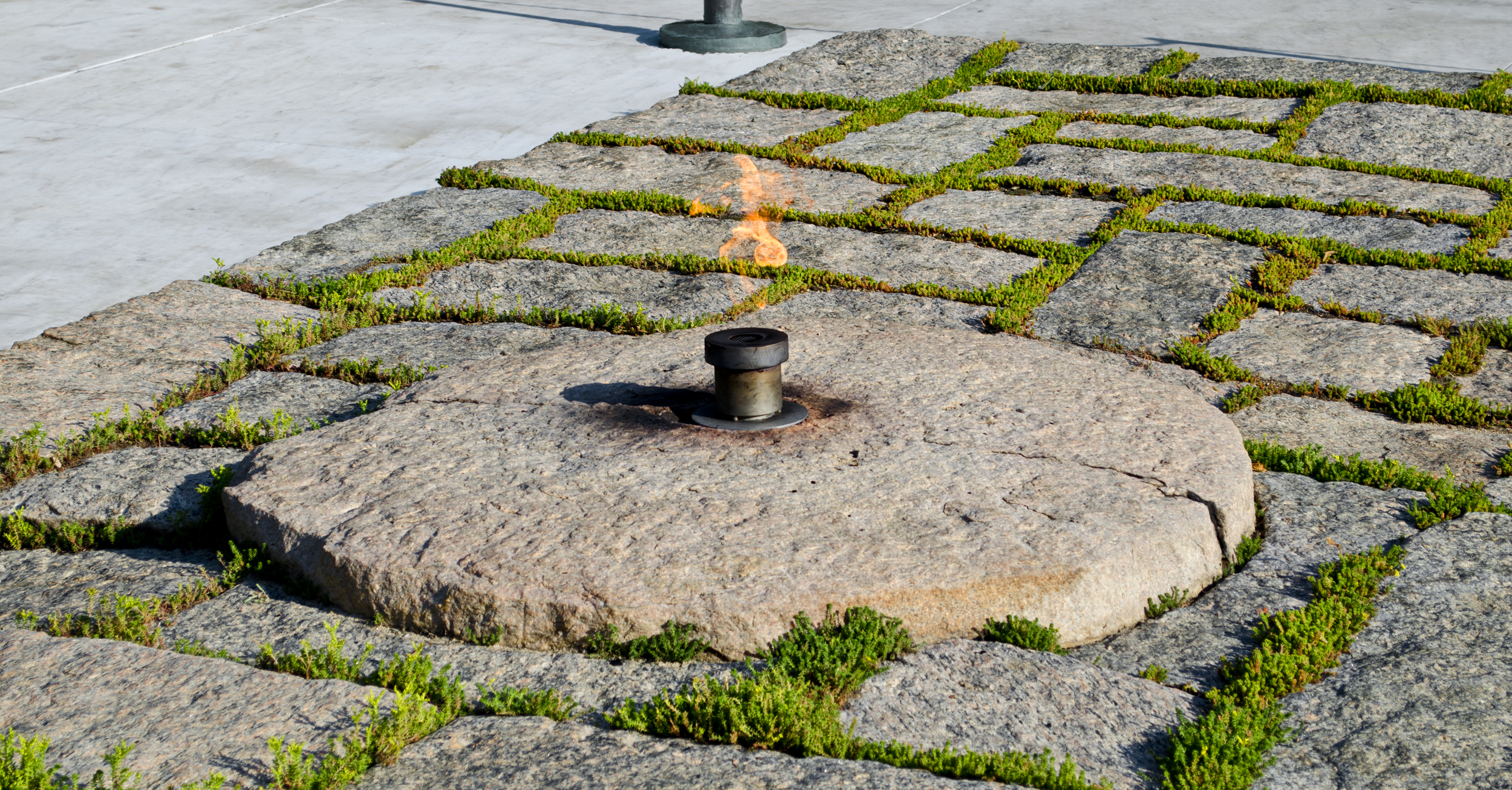
Вічний вогонь на місці могили Кеннеді, Національне кладовище Арлінгтон

Історики та політологи схильні вважати Кеннеді президентом вище середнього рівня, і також, як правило, президентом найвищого рівня, серед тих, хто відбув менше одного повноцінного терміну. Оцінки його політики неоднозначні. Рання частина його адміністрації виявила помилки, особливо невдале вторгненням в затоку Свиней та саміт у Відні 1961 року. Друга половина його президентства була наповнена кількома помітними успіхами, за які він отримує визнання. Він уміло впорався з кубинською ракетною кризою, уникнувши ядерної війни і поставив підґрунтя для менш напруженої епохи відносин США та Радянського Союзу.. З іншого боку, його ескалація присутності США у В'єтнамі піддається критиці.. Ефективність Кеннеді у внутрішніх справах також була предметом дискусій. Giglio зазначає, що багато пропозицій Кеннеді були прийняті Конгресом, але його найважливіші програми, включаючи медичне страхування людей похилого віку, федеральну допомогу в освіті та податкову реформу, були заблоковані під час його президентства. Багато пропозицій Кеннеді було прийнято після його смерті, за часів адміністрації Джонсона, і смерть Кеннеді додала цим пропозиціям потужний моральний компонент.
Опитування Washington Post 2014 року серед 162 членів Американської асоціації політичних наук щодо президентів і керівників виконавчої влади поставило Кеннеді на 14-е місце серед 43 осіб, які були президентами, включаючи тодішнього президента Барака Обаму. Опитування також показало, що оцінка Кеннеді є найбільш завищеною серед президентів США.. За опитуванням C-SPAN 2017 року Кеннеді ввійшов до десятки найкращих президентів усіх часів. Опитування попросило 91 істориків класифікувати 43 колишніх президентів (включаючи тодішнього президента Барака Обаму) в різних категоріях, щоб скласти сукупний бал, в результаті загального рейтингу, Кеннеді посів 8-е місце серед усіх колишніх президентів (у порівнянні з 6-м у 2009 році). Його рейтинг у різних категоріях цього останнього опитування був таким: громадські переконання (6), кризове керівництво (7), управління економікою (7), моральний авторитет (15), міжнародні відносини (14), адміністративні навички (15) , стосунки з конгресом (12), бачення/встановлення порядку денного (9), домагання однакової справедливості для всіх (7), виконання в контексті часу (9). Опитування 2018 року Американської асоціації політичних наук Секції президентів та виконавчої політики ставило Кеннеді 16-м кращим президентом. Опитування істориків 2006 р. визнало рішення Кеннеді дозволити вторгнення в затоку Свиней як восьму найгіршу помилку, допущену діючим президентом.

## Дивись також
- Джон Фіцджеральд Кеннеді
- Ліндон Джонсон
- Президентство Ліндона Джонсона
- Карибська криза